# Diebolsheim
Diebolsheim [dibɔlsaim]  est une commune française située dans la circonscription administrative du Bas-Rhin et, depuis le 1er janvier 2021, dans le territoire de la Collectivité européenne d'Alsace, en région Grand Est.
Cette commune se trouve dans la région historique et culturelle d'Alsace.

## Géographie
Diebolsheim est un village de 680 habitants situé dans le Ried, au bord du Rhin, à 35 kilomètres au sud de Strasbourg, sur la départementale 468 reliant Strasbourg à Marckolsheim.
À l’origine village à vocation agricole, il ne compte plus aujourd’hui que cinq agriculteurs à temps complet. La culture traditionnelle du tabac est peu à peu abandonnée au profit d’une monoculture du maïs. Un seul exploitant vit encore de l’élevage.
La population active travaille soit dans les centres industriels locaux (Sélestat - Marckolsheim - Strasbourg), soit en Allemagne (proximité du parc d’attractions « Europapark »).
La présence d’une cité banlieue EDF due à l’usine hydro-électrique de Rhinau sur le Rhin offre une possibilité de logements locatifs importante et de ce fait la population est relativement jeune comme en témoigne le nombre élevé d’élèves à l’école primaire (3 classes). Un lotissement, aménagé dernièrement, a permis un accès à la propriété à de nombreux couples.
Diebolsheim se situe dans le Ried Noir où subsistent quelques prairies typiques avec leur faune et leur flore spécifiques. À proximité, la forêt de l’île du Rhin est classée réserve naturelle.
Diebolsheim fait partie de la communauté de communes du Rhin depuis le 1er janvier 2002. La communauté de communes a créé un office du tourisme à Rhinau. La promotion du village y est assurée. Le village a obtenu quatre fleurs au concours des villes et villages fleuris.
L'Ischert, unique cours d'eau de Diebolsheim, traverse le village et le coupe en deux. Ce cours d'eau fait la joie des petits pêcheurs en herbe.
|             | Friesenheim |        |
| Bindernheim | Diebolsheim | Rhinau |
| Wittisheim  | Sundhouse   |        |

### Hydrographie

#### Réseau hydrographique
La commune est dans le bassin versant du Rhin au sein du bassin Rhin-Meuse. Elle est drainée par le Grand canal d'Alsace, le ruisseau l'Ischert, le ruisseau Muhlbach de Gerstheim, le canal d'alimentation du Bassin de Plobsheim, le canal de raccordement au le canal du Rhone au Rhin et le ruisseau le Heulachgraben,.

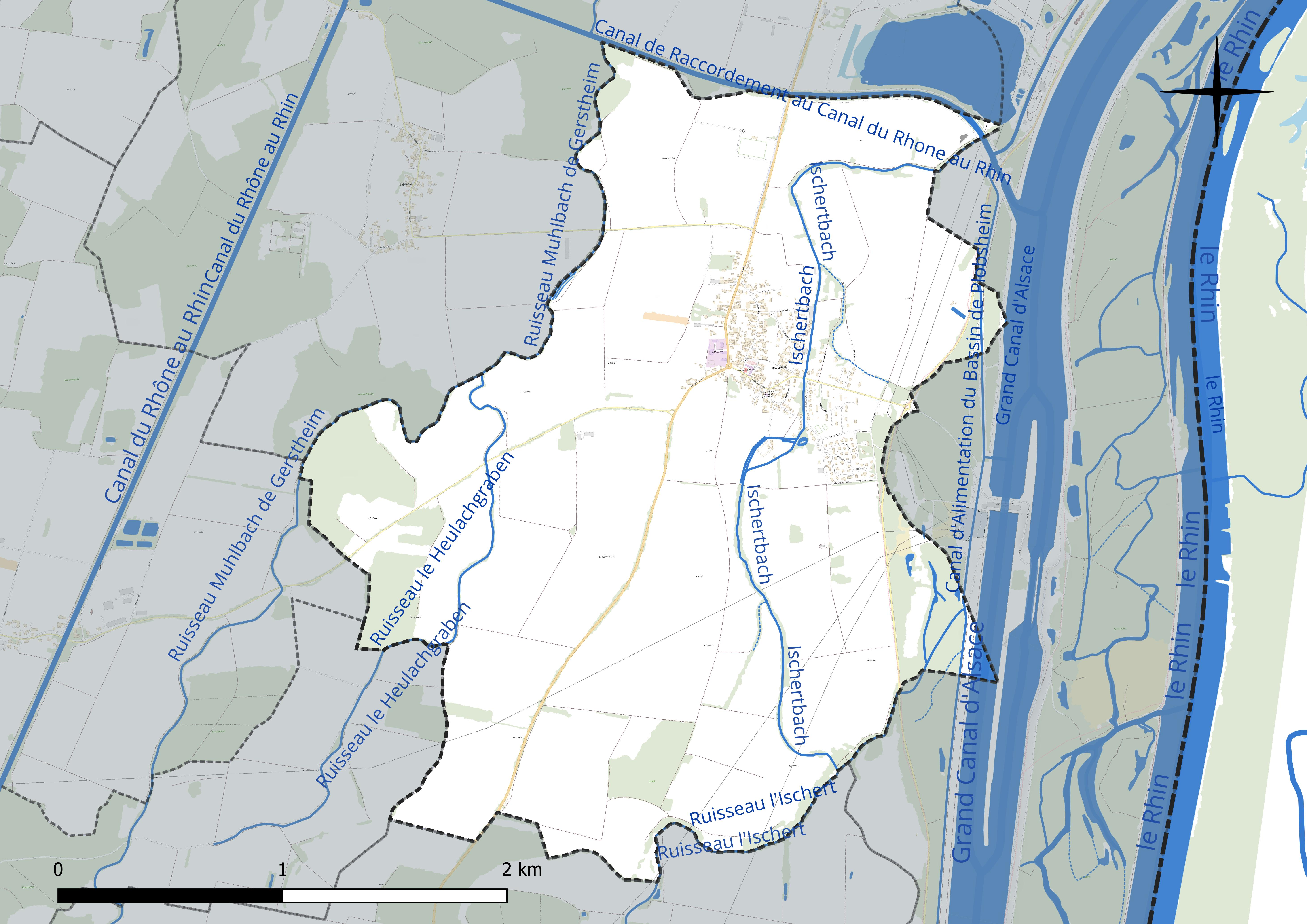
Réseau hydrographique de Diebolsheim.

Le Grand canal d'Alsace, d'une longueur de 93 km, prend sa source dans la commune de Schœnau et se jette  dans 0 à Erstein, après avoir traversé 31 communes. 
L'Ischert, d'une longueur de 26 km, prend sa source dans la commune de Artzenheim et se jette  dans la canal d'alimentation du Bassin de Plobsheim sur la commune, après avoir traversé onze communes. 
Le ruisseau Muhlbach de Gerstheim, d'une longueur de 25 km, prend sa source dans la commune de Sundhouse et se jette  dans la canal d'alimentation du Bassin de Plobsheim à Erstein, après avoir traversé neuf communes. 

#### Gestion et qualité des eaux
Le territoire communal est couvert par le schéma d'aménagement et de gestion des eaux (SAGE) « Ill Nappe Rhin ». Ce document de planification concerne la nappe phréatique rhénane, les cours d'eau de la plaine d'Alsace et du piémont oriental du Sundgau, les canaux situés entre l'Ill et le Rhin et les zones humides de la plaine d'Alsace. Le périmètre s’étend sur 3 596 km2. Il a été approuvé le 17 janvier 2005. La structure porteuse de l'élaboration et de la mise en œuvre est la région Grand Est. 
La qualité des cours d’eau peut être consultée sur un site dédié géré par les agences de l’eau et l’Agence française pour la biodiversité. 

### Climat
Pour des articles plus généraux, voir Climat du Grand Est et Climat du Bas-Rhin.
En 2010, le climat de la commune est de type climat océanique dégradé des plaines du Centre et du Nord, selon une étude du Centre national de la recherche scientifique s'appuyant sur une série de données couvrant la période 1971-2000. En 2020, Météo-France publie une typologie des climats de la France métropolitaine dans laquelle la commune est exposée à un climat semi-continental et est dans la région climatique  Alsace, caractérisée par une pluviométrie faible, particulièrement en automne et en hiver, un été chaud et bien ensoleillé, une humidité de l’air basse au printemps et en été, des vents faibles et des brouillards fréquents en automne (25 à 30 jours). 
Pour la période 1971-2000, la température annuelle moyenne est de 10,6 °C, avec une amplitude thermique annuelle de 17,9 °C. Le cumul annuel moyen de précipitations est de 655 mm, avec 8,2 jours de précipitations en janvier et 9,5 jours en juillet. Pour la période 1991-2020, la température moyenne annuelle observée sur la station météorologique de Météo-France la plus proche, « Selestat Sa », sur la commune de Sélestat à 16 km à vol d'oiseau, est de 11,4 °C et le cumul annuel moyen de précipitations est de 621,1 mm. 
La température maximale relevée sur cette station est de 39,3 °C, atteinte le 13 août 2003 ; la température minimale est de −17 °C, atteinte le 20 décembre 2009,,. 
Les paramètres climatiques de la commune ont été estimés pour le milieu du siècle (2041-2070) selon différents scénarios d'émission de gaz à effet de serre à partir des nouvelles projections climatiques de référence DRIAS-2020. Ils sont consultables sur un site dédié publié par Météo-France en novembre 2022.

## Urbanisme

### Typologie
Au 1er janvier 2024, Diebolsheim est catégorisée commune rurale à habitat dispersé, selon la nouvelle grille communale de densité à sept niveaux définie par l'Insee en 2022.
Elle est située hors unité urbaine. Par ailleurs la commune fait partie de l'aire d'attraction de Strasbourg (partie française), dont elle est une commune de la couronne,. Cette aire, qui regroupe 268 communes, est catégorisée dans les aires de 700 000 habitants ou plus (hors Paris),.

### Occupation des sols
L'occupation des sols de la commune, telle qu'elle ressort de la base de données européenne d’occupation biophysique des sols Corine Land Cover (CLC), est marquée par l'importance des territoires agricoles (83,6 % en 2018), en diminution par rapport à 1990 (84,4 %). La répartition détaillée en 2018 est la suivante : 
terres arables (83,6 %), forêts (8,5 %), zones urbanisées (7,5 %), eaux continentales (0,4 %). L'évolution de l’occupation des sols de la commune et de ses infrastructures peut être observée sur les différentes représentations cartographiques du territoire : la carte de Cassini (XVIIIe siècle), la carte d'état-major (1820-1866) et les cartes ou photos aériennes de l'IGN pour la période actuelle (1950 à aujourd'hui).

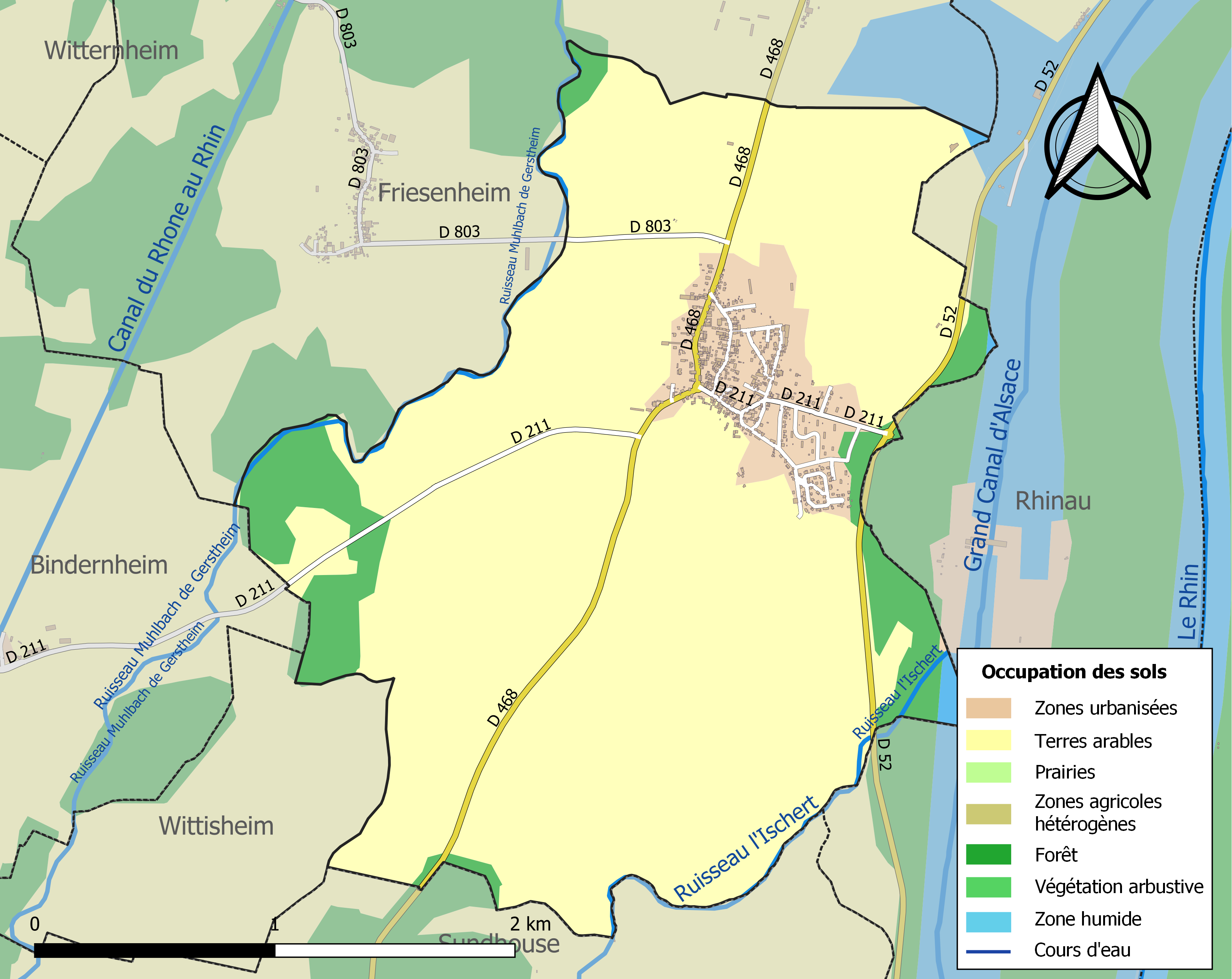
Carte des infrastructures et de l'occupation des sols de la commune en 2018 (CLC).

## Histoire
- La première trace écrite remonte à l’an 803 sous le nom de Dubileshaim.
- Au Moyen Âge, une partie du domaine passe à l’évêché de Strasbourg.
- En 1422, Diebolsheim fait partie des biens des comtes d’Andlau. Ces derniers firent édifier un château à l’est du village au bord de l’Ischert. L’actuelle rue du Château en est le dernier vestige.
- Le village était jadis tributaire des crues du Rhin (les plus importantes se situent en 1398 – 1480 – 1910). Depuis la construction du Grand Canal d’Alsace et de l’usine hydroélectrique (1959-1964) tout danger semble écarté.
- Une branche de la dynastie des barons de Castex avait choisi le village pour y faire construire une résidence seigneuriale. À défaut d’héritiers, la propriété a été acquise après 1945 par les œuvres diocésaines et transformée en maison de retraite puis en institut médico-professionnel, l'IMPRO Sainte-Elisabeth, pour jeunes filles handicapées (environ 50 pensionnaires).

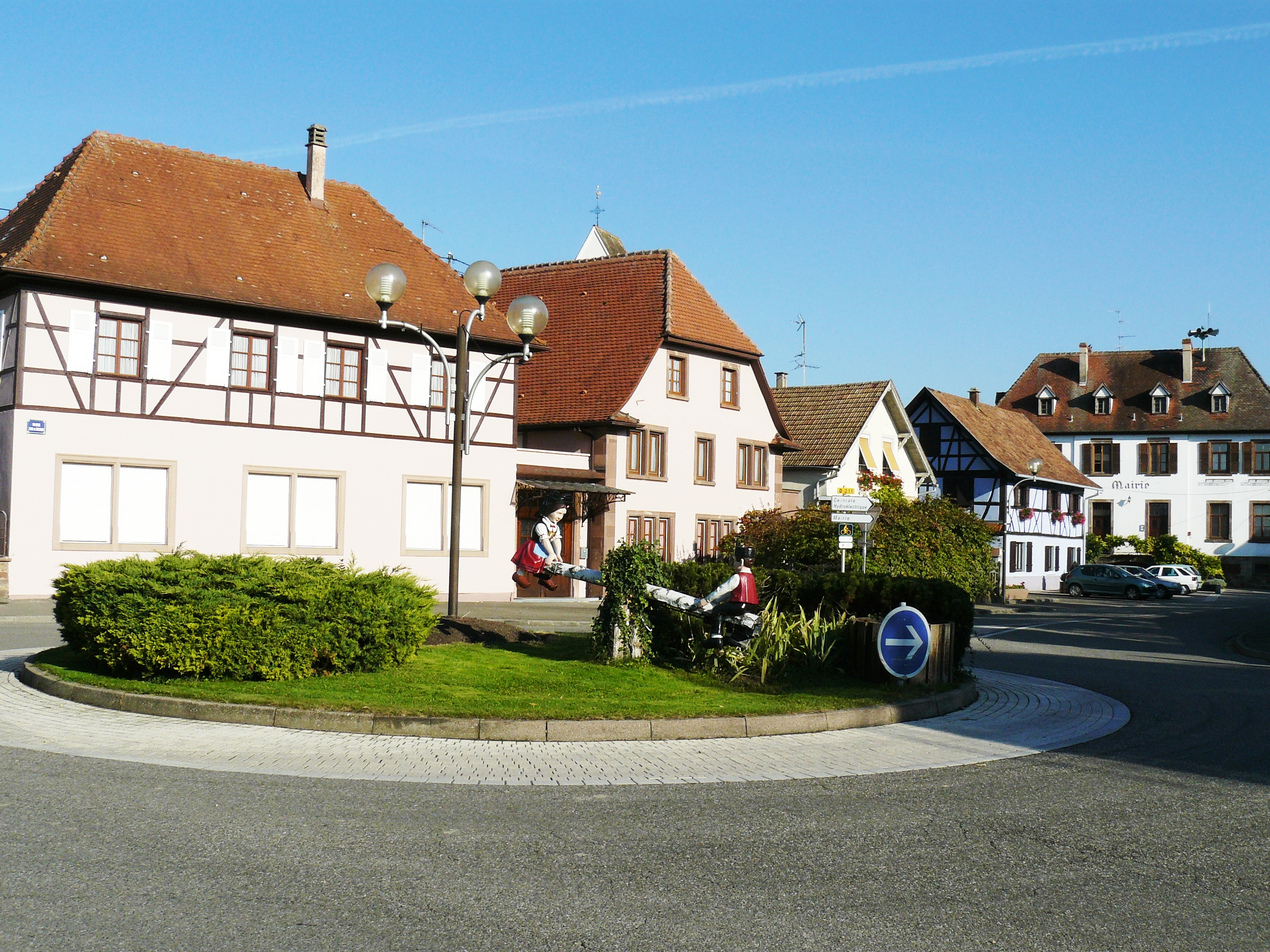
Jugés sur une balançoire Hansel et Gretel au centre du village.

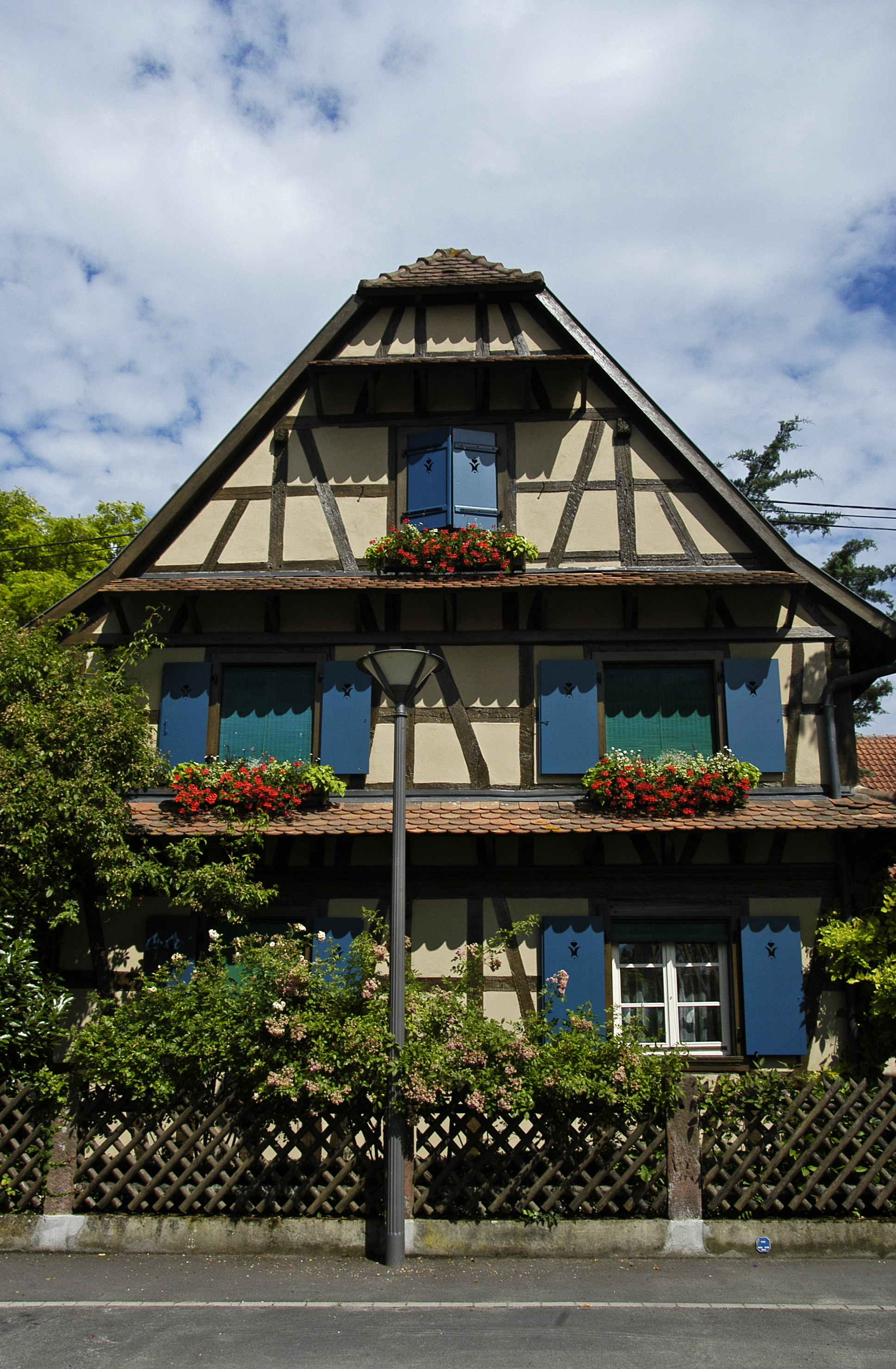
Maison du XVIIIe siècle dans le centre du village.

### Diebolsheim de 1914 à 1918
Grâce à l’instituteur du moment M. Eschlimann, venu à Diebolsheim en 1913, nous pouvons suivre, année après année, les évènements qui se sont produits dans le village pendant la guerre.
En effet, M. Eschlimann notait dans une chronique les faits marquants. 
Voilà ce que raconte l’instituteur Eschlimann :

#### 1914: comme un orage dans un ciel bleu
Cette année-là, l’école de Diebolsheim comptait 66 élèves (36 garçons et 30 filles) et l’année scolaire débuta le 21 avril. Les récoltes s’annonçaient bonnes. Au début de l’été, le temps était très beau, mais la déclaration de la guerre allait changer tout cela.
C’est le vendredi 31 juillet 1914 à 6 h 30 que l’état de guerre fut placardé à la mairie de notre village. Le lendemain, 1er août, l’ordre de mobilisation générale arriva à M. le maire Hatsch. Les réservistes partirent le 2 août, un dimanche, après la messe, accompagnés jusqu’au petit tram par l’ensemble de la population. Il s’agissait de 28 hommes. Le plus âgé était EHRHARD Anton né en 1871 et le plus jeune Pfaff Émile né en 1897. La réquisition des chevaux eut lieu le 7 août. Les habitants de Diebolsheim durent ainsi livrer 37 chevaux qui furent achetés par l’armée au prix moyen de 1250 Mark par animal. De même, il fallut livrer 15 voitures de transport. Les premiers soldats firent leur apparition le 8 août. Il s’agissait d’une centaine d’hommes du 14e régiment d’artillerie de Bade. Ils s’installèrent à la mairie et à l’école. Ce jour-là on entendit pour la première fois le bruit du canon dans les Vosges. On interdit de sonner les cloches à l’église et le petit tram fut réservé aux transports de troupes.
Dès le mois d’octobre, l'instituteur organisa avec ses élèves une collecte d’aliments destinés aux soldats blessés qui se trouvaient à l’hôpital de Sélestat. La population donna des œufs, des fruits, du beurre, du lait, des pommes de terre, des volailles. Les jeunes filles et les dames tricotèrent des chaussettes et des pulls pour les soldats. Un élan de solidarité se manifesta en cette fin d’année 1914. Tout le monde espérait que la guerre n’allait pas durer. « Pourvu que la guerre soit finie à Noël… » note l'instituteur, M. Eschlimann.

#### 1915: les premières privations
Le rationnement du pain débuta dès le mois de mars 1915. La population de Diebolsheim (417 habitants) fut répartie en deux catégories. Chaque famille d’exploitant agricole avait droit à 7,20 kg de farine par tête et par mois pour le pain. Ceux qui n’étaient pas agriculteurs avaient quant à eux 1 850 grammes de pain par semaine. C’est la mairie qui commandait la farine dont le boulanger avait besoin. Les habitants avaient des cartes de rationnement.
On commença également à compter le nombre de têtes de bétail. Il y avait alors à Diebolsheim 61 chevaux, 464 bovins, 245 porcs et 11 chèvres. Les réserves étaient les suivantes : 1794 quintaux de blé, 10 quintaux de seigle, 291 quintaux d’avoine, 4499 quintaux d’orge. Ces décomptes étaient
faits régulièrement tous les deux mois. L’année 1915 promettait une belle récolte. Les soldats allemands stationnés à Diebolsheim donnaient un coup de main pour les travaux des champs en remplacement des hommes partis à la guerre.
M. Eschlimann donne des précisions intéressantes. Nous apprenons ainsi qu’on a planté 60,87 hectares de blé, 9 hectares de seigle, 80,14 hectares d’orge, 16,16 hectares d’avoine et 35,40 hectares de pommes de terre.
Le pain d’une livre coûtait 22 Pfennig et le Leib (5 livres) coûtait 1,10 Mark en 1915. L’année 1915 montre que la communauté villageoise s’installe dans la guerre. La vie est réglée par les travaux des champs, par les décomptes des réserves en nature de la commune, par les collectes pour les œuvres de solidarité aux soldats du front mais aussi par l’augmentation du prix des denrées alimentaires. Cette année est aussi marquée par le décès de sœur Philomène LOSSON (institutrice des filles), le 20 décembre et par l’installation de l’électricité à l’école, à la mairie et à l’église en novembre. Et la guerre continuait…

#### 1916: le village s'installe dans la guerre
Dès le mois de janvier 1916, les premiers réfugiés arrivèrent à Diebolsheim. Il s’agissait de 22 personnes (cinq familles) de l’arrondissement d’Altkirch. Ils fuyaient les violents combats qui avaient lieu dans les Vosges.
Le 1er mai fut introduite l’heure d’été. On avança les montres d’une heure. M. Eschlimann trouvait que cela ne servait pas à grand-chose. La nouvelle sœur enseignante, sœur Thérèse, arriva le 1er mai.
Au mois de juin, l’armée commença à réquisitionner les bovins pour nourrir les soldats. On continuait à décompter les réserves, les prix augmentaient encore. On payait maintenant la douzaine d’œufs 2 marks, la livre de beurre de 2,20 à 2,40 marks. Et la guerre continuait…

#### 1917: l'effort est de plus en plus important
L'année 1917 débuta par la venue au mois de janvier d’une compagnie du 19e Pionniers de Bavière. Ils arrivaient de Roumanie avec de petits chevaux à poils longs. Du jamais vu à Diebolsheim. Ils restèrent jusqu’en mars.
Le 23 avril 1917, les cloches furent descendues du clocher et emmenées à Sélestat pour en faire des canons. La plus grosse portait l’inscription : « Fabriquée par Johann Ludwig EDEL à Strasbourg en 1815 ».
Le 18 mai, c’est l’orgue nouvellement installé qui fut démonté. L’armée avait besoin de l’étain des tuyaux ainsi que du cuivre. La commune toucha une somme de 476 marks pour 70 kg d’étain.
Les quêtes se succédaient tout au long de l’année. On note des quêtes pour les blessés, les marins, les infirmières, les infirmes, pour l’effort de guerre… la population était mise à contribution très régulièrement.
Le 6 décembre 1917 eut lieu un recensement général de la population. Diebolsheim comptait alors 425 habitants : 181 de sexe masculin et 244 de sexe féminin. Et la guerre continuait…

#### 1918: fin de la guerre
La situation devenait de plus en plus difficile. L’école fut fermée au mois de juin pour cause de rougeole.
1er octobre, il notait que les prix avaient totalement dérapé. C’était l’effondrement. On payait alors 1 mark par œuf, 15 à 20 marks pour une livre de beurre, 6 à 10 marks pour un litre de vin, 60 à 100 pour une paire de chaussures et jusqu’à 7200 pour un cheval. L’Empire allemand était balayé par la Révolution. La chronique de l'instituteur s’arrête au 1er octobre. Un mois plus tard, l’Armistice mettait fin à plus de quatre années de guerre. Diebolsheim a payé un lourd tribut lors de la guerre. En effet, 20 de ses habitants, hommes jeunes et plein d’avenir, laissèrent leur vie au front dans le Nord, en Lorraine ou en Russie.

### Héraldique
| Blason de Diebolsheim | Blason  | D'or à la croix fourchée en pointe en chevron, cantonnée de cinq roses, deux en chef, deux aux flancs et une en pointe, le tout de gueules. |
| Blason de Diebolsheim | Détails | |

## Politique et administration

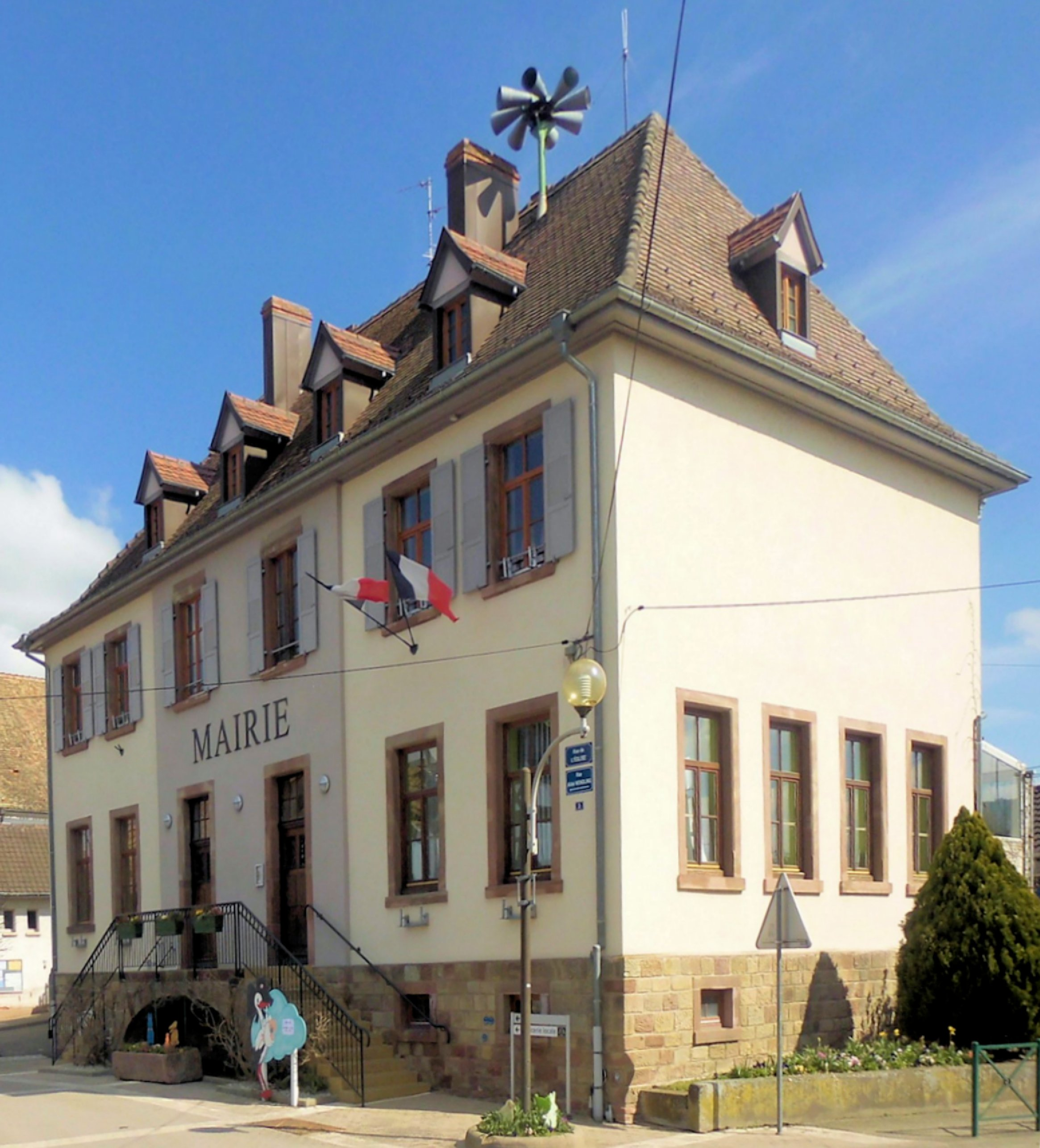
La mairie.

| Période                                  | Période                   | Identité                                        | Étiquette | Qualité |
| ---------------------------------------- | ------------------------- | ----------------------------------------------- | --------- | ------- |
| 2001                                     | 2014                      | Jean-Jacques Siegel                             |           |         |
| 2014                                     | En cours (au 31 mai 2020) | Brigitte Neiter Réélue pour le mandat 2020-2026 |           |         |
| Les données manquantes sont à compléter. |                           |                                                 |           |         |

## Démographie
L'évolution du nombre d'habitants est connue à travers les recensements de la population effectués dans la commune depuis 1793. Pour les communes de moins de 10 000 habitants, une enquête de recensement portant sur toute la population est réalisée tous les cinq ans, les populations de référence des années intermédiaires étant quant à elles estimées par interpolation ou extrapolation. Pour la commune, le premier recensement exhaustif entrant dans le cadre du nouveau dispositif a été réalisé en 2004.

En 2022, la commune comptait 673 habitants, en évolution de −4,4 % par rapport à 2016 (Bas-Rhin : +3,17 %, France hors Mayotte : +2,11 %).
| 1793 | 1800 | 1806 | 1821 | 1831 | 1836 | 1841 | 1846 | 1851 |
| ---- | ---- | ---- | ---- | ---- | ---- | ---- | ---- | ---- |
| 435  | 485  | 424  | 574  | 632  | 703  | 680  | 704  | 745  |

| 1856 | 1861 | 1866 | 1871 | 1875 | 1880 | 1885 | 1890 | 1895 |
| ---- | ---- | ---- | ---- | ---- | ---- | ---- | ---- | ---- |
| 686  | 686  | 711  | 637  | 534  | 537  | 533  | 490  | 485  |

| 1900 | 1905 | 1910 | 1921 | 1926 | 1931 | 1936 | 1946 | 1954 |
| ---- | ---- | ---- | ---- | ---- | ---- | ---- | ---- | ---- |
| 469  | 467  | 476  | 442  | 401  | 398  | 395  | 350  | 387  |

| 1962 | 1968 | 1975 | 1982 | 1990 | 1999 | 2004 | 2006 | 2009 |
| ---- | ---- | ---- | ---- | ---- | ---- | ---- | ---- | ---- |
| 619  | 479  | 447  | 455  | 457  | 540  | 520  | 569  | 639  |

| 2014 | 2019 | 2022 | - | - | - | - | - | - |
| ---- | ---- | ---- | - | - | - | - | - | - |
| 701  | 675  | 673  | - | - | - | - | - | - |

## Lieux et monuments

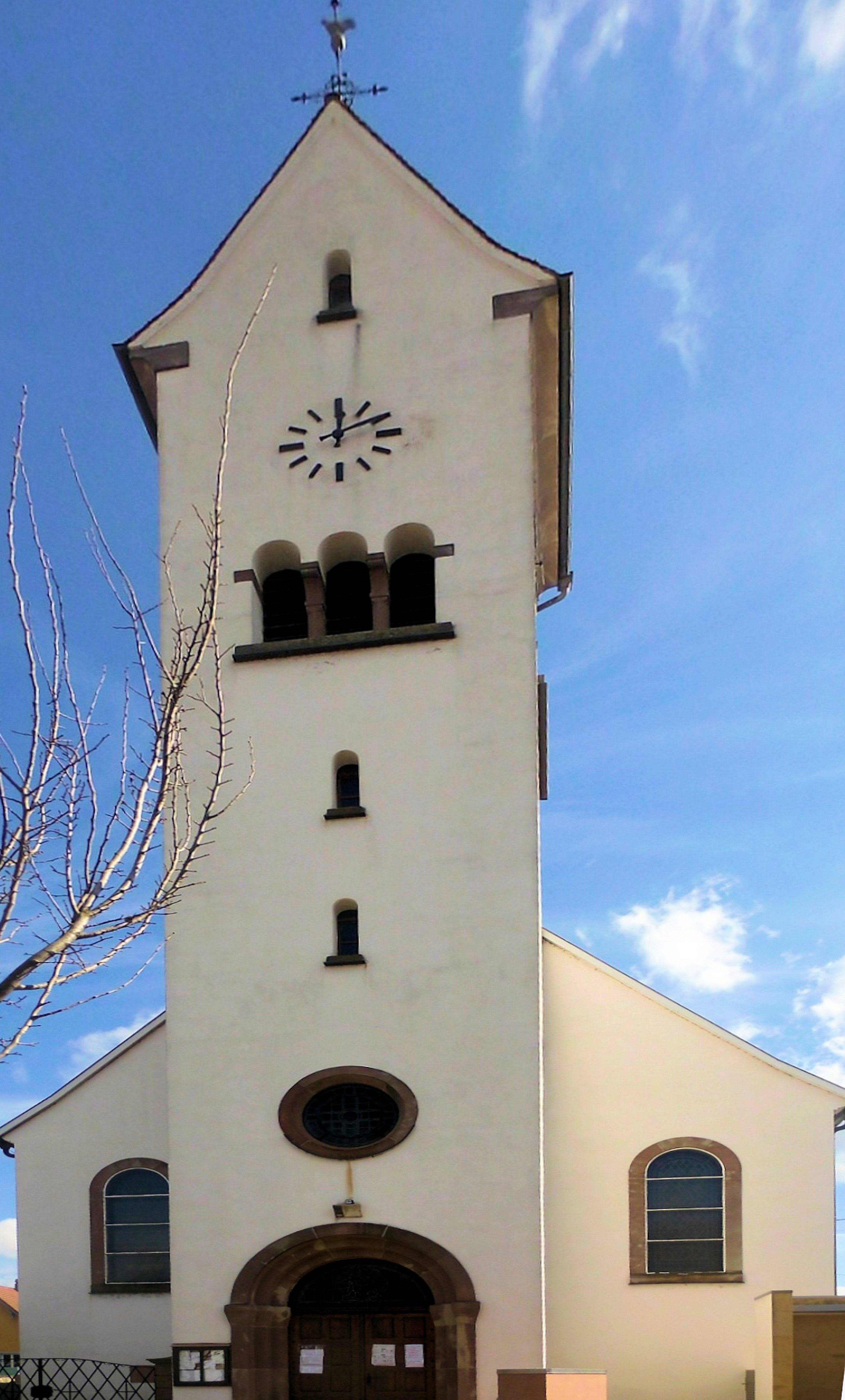
L'église Saint-Boniface de Diebolsheim.

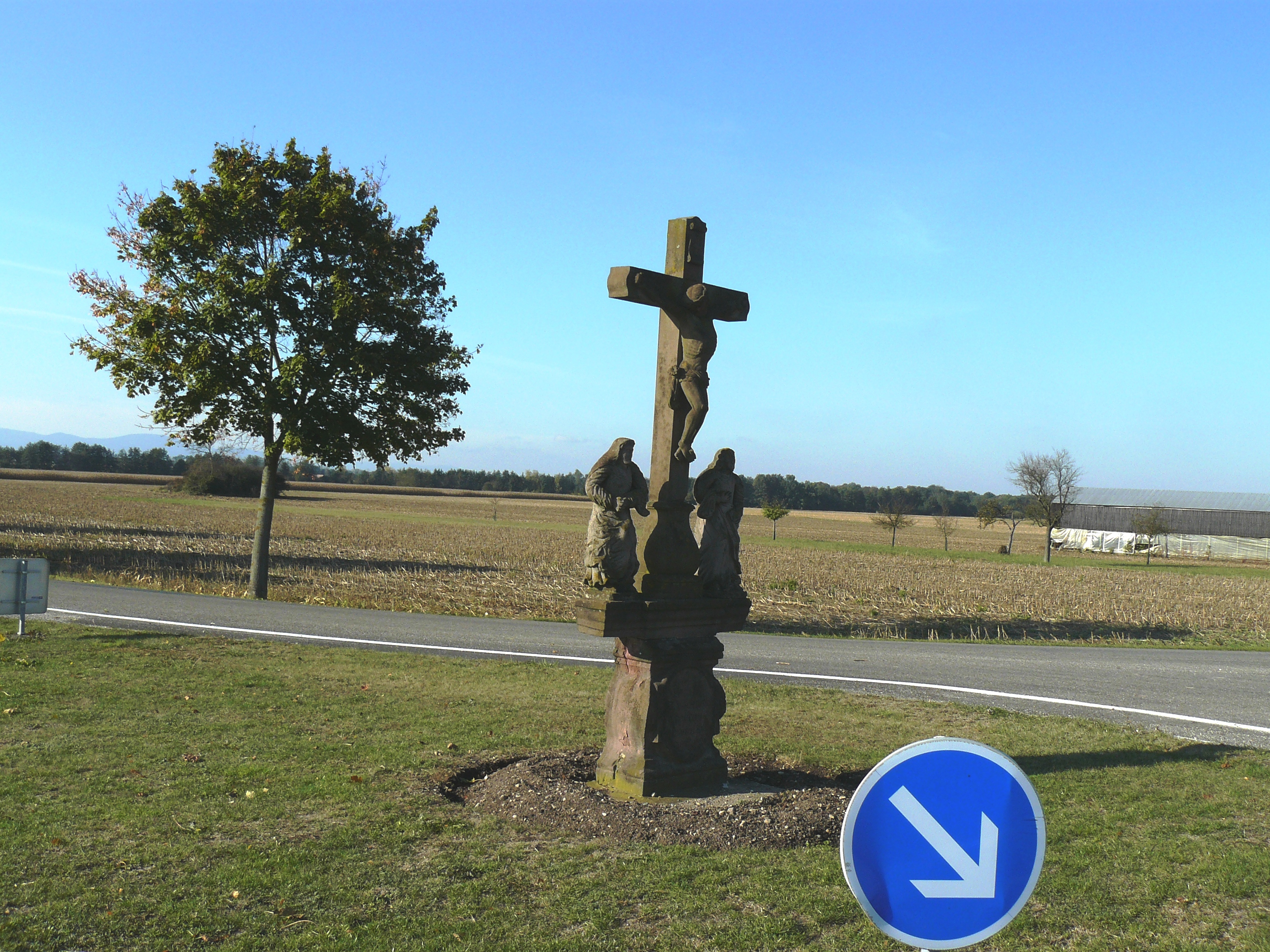
Calvaire en grès du XVIIIe siècle à l'entrée de Diebolsheim.

### L'église
Église médiévale, possédant un clocher de style roman.

### La grotte fleurie de Diebolsheim
À la belle saison, elle est le lieu de ralliement des anciens du village et des environs qui viennent y échanger leurs souvenirs. Les dimanches, elle est le rendez-vous des habitants du Ried qui se rendent à Neunkirch et attire de nombreux touristes. La construction de cette grotte commença en 1904, par M. Cavanna, artisan maçon d'origine italienne. La construction fut financée par trois familles de Diebolsheim qui venaient de faire un pèlerinage à Lourdes à l’instigation de monsieur l’abbé Frey, curé de l’époque. Une copie de la grotte de Lourdes avec la Sainte Vierge couronnée fut donc réalisée sur un terrain appartenant au conseil de fabrique de l’église. Quelques sapins furent plantés tout autour. La grotte subit d'importants dommages pendant les deux guerres mondiales, mais la statue fut miraculeusement épargnée. Au lendemain de la Seconde Guerre mondiale, le nouveau curé du village, l'abbé Wendling décida d'entretenir la grotte. Les travaux furent dirigés par le curé qui reçut le renfort des habitants du village. On utilisa les restes des maisons détruites pour remblayer. Les abords de la grotte furent plantés de fleurs. Un château d'eau fut aménagé derrière la grotte. La première Vierge fut remplacée par une statue sculptée par M. Bosshart de Tannenkirch. Cette première Vierge se trouve encore actuellement derrière l’église au cimetière. Depuis 1979 une équipe de bénévoles s’occupe du jardin et des fleurs et en 1985 l’association des « Amis de la Grotte » fut créée.

### Calvaire en grès duXVIIIesiècle
Ce calvaire encadré par la Vierge et saint Jean qui reposent sur une traverse, sépare la croix d'un large socle, et se trouve à l'entrée du village de Diebolsheim sur la route de Bindernheim. Ce genre de calvaire est beaucoup moins nombreux dans le Ried que de simples croix rurales  qui se trouvent plutôt au sud de Strasbourg, dans le Ried.

### Architecture ancienne
Le village possède de nombreuses maisons à colombages, datées des XVIIe et XVIIIe siècles, en particulier rue de l'Église et dans la Grand Rue.

### Monument Hansel et Gretel
Hansel et Gretel sont juchés sur une balançoire.

## Personnalités liées à la commune
- Jean de Beaumont (1904-2002), sportif et homme politique, président du comité olympique français de 1967 à 1972.